# مانويلا روبن
مانويلا روبن (بالألمانية: Manuela Ruben)‏ هي متزلجة فنية ألمانية، ولدت في 14 يناير 1963 في لاودا-كونيغسهوفن في ألمانيا.

## وصلات خارجية
- مانويلا روبن على موقع أوليمبيديا (الإنجليزية)